# Бъзева къща
Бъзевата къща се намира в град Копривщица и е строена по време на възхода на възрожденската архитектура в града в периода между 1830 и 1842 година.
Първият и втория етаж представляват система от еркери, издадени над мазето и ориентирани към двора. Хоризонтализмът в архитектурното решение на пространствената реализация на къщата е превърнат в творческа идея на майсторите и. Фасадите и и системата от пояси и еркери в обемно-пластичното решение носят идея, чиято върхова изява е широката куполоподобна стряха.
За разлика от Васевата и къщата на Христо Тороманов колоните при Бъзевата къща образуват цяла колонада. Тук ги няма възглавниците от греди за пренасяне на товара. Преходът към хоризонталната носеща греда е осъществен с помощта на художествени форми от тънки дъски. Така тук е създадена нова художествена форма във вид на малки корнизи, които отделят тази живописна форма от капителите на колоните. С такива корнизи са завършени и „веждите“ на прозорците и обшивката на ъглите на етажа, стигаща не до покрива а до горната част на прозорците. И както при други постройки, не само от тези години дворът на къщата се явява композиционно ядро на сградите разположени около него.
Бъзевата къща се намира на бул. Ненчо Палавеев № 87, но не е музей и не е отворена за посещение.